# Craig Alexander
Pour les articles homonymes, voir Alexander.
Craig « Crowie » Alexander, né le 22 juin 1973 à Sydney, est un triathlète australien professionnel, actuel détendeur du record du championnat du monde d'Ironman. Plusieurs fois vainqueur de cette compétition et du championnat du monde d'Ironman 70.3.

## Biographie
Craig Alexander fait ses études à l' Ashfield Boys High School où il suit des cours sur l'anatomie et la physiologie. Il commence le triathlon en 1993 et participe à une première compétition locale, à Kurnell dans la périphérie de Sydney. Entre 2002 et 2005, il partage ses engagements sportifs entre deux distances le M (distance olympique) et le half (Ironman 70.3). Il gagne pendant ces quatre premières années en tant que professionnel, vingt compétitions. En 2006, il remporte la première édition du championnat du monde d'Ironman 70.3 à Clearwater et gagne sa qualification pour le championnat du monde Ironman à Kona (Hawaï), et fait le choix de s'engager sur de très longues distances en 2007. Il remporte trois fois le championnat du monde d'Ironman en 2008, 2009 et 2011 établissant sur sa dernière victoire, le record de l'épreuve en 8 h 3 min 56 s. En 2011 il gagne les deux championnats du monde , Ironman et Ironman 70.3.
En mars 2014, il annonce son retrait des compétitions très longues distances, après un troisième place acquise sur l'Ironman Pacifique. À l'âge de 41 ans, il participe et finit cinquième du championnat du monde longue distance à Weihai en Chine, avec le semi-marathon le plus rapide du championnat en 1 h 9 min 41 s. L'année suivante au mois de février, il remporte encore un triathlon Ironman 70.3 à Geelong en 3 h 46 min 26 s, devant trois concurrents de moins de 30 ans.
Craig Alexander est l'auteur d'un livre autobiographique édité en 2012 et qui explicite les grandes étapes techniques, sportives et personnelles qui lui ont permis d'obtenir ses succès sportifs. Il annonce également en 2014 qu'il entre désormais dans une carrière d'entraineur de triathlon et propose avec trois autres entraineurs des stages d'entrainement personnalisés pour triathlètes professionnels. Il continue toutefois de s'engager sur le circuit Ironman 70.3 où à 42 ans, il remporte plusieurs victoires en 2015 et 2016.

## Palmarès
Le tableau présente les résultats les plus significatifs (podium) obtenus sur le circuit international de triathlon depuis 2006.
| Année | Compétition                                  | Pays        | Position           | Temps           |
| ----- | -------------------------------------------- | ----------- | ------------------ | --------------- |
| 2019  | Ironman 70.3 Liuzhou                         | Chine       | Médaille d'or      | 3 h 48 min 49 s |
| 2019  | Ironman 70.3 Busselton                       | Australie   | Médaille d'or      | 3 h 49 min 53 s |
| 2016  | Ironman 70.3 Philippines                     | Philippines | Médaille d'or      | 3 h 48 min 56 s |
| 2016  | Ironman 70.3 Busselton                       | Australie   | Médaille d'or      | 3 h 43 min 0 s  |
| 2016  | Ironman 70.3 Putrajaya                       | Malaisie    | Médaille d'or      | 3 h 55 min 22 s |
| 2015  | Ironman 70.3 Geelong                         | Australie   | Médaille d'or      | 3 h 46 min 26 s |
| 2014  | Ironman 70.3 Geelong                         | Australie   | Médaille d'or      | 4 h 6 min 0 s   |
| 2013  | Ironman Melbourne                            | Australie   | Médaille de bronze | 7 h 39 min 37 s |
| 2013  | Ironman 70.3 Kansas                          | États-Unis  | Médaille d'or      | Timing          |
| 2013  | Ironman 70.3 Hawaï                           | États-Unis  | Médaille d'or      | Timing          |
| 2012  | Championnat du monde Ironman 70.3            | États-Unis  | Médaille d'argent  | 3 h 55 min 36 s |
| 2012  | Ironman Melbourne                            | Australie   | Médaille d'or      | 7 h 54 min 44 s |
| 2011  | Ironman - Championnat du monde à Kailua-Kona | États-Unis  | Médaille d'or      | 8 h 3 min 56 s  |
| 2011  | Championnat du monde Ironman 70.3            | États-Unis  | Médaille d'or      | 3 h 54 min 48 s |
| 2009  | Ironman - Championnat du monde à Kailua-Kona | États-Unis  | Médaille d'or      | 8 h 20 min 21 s |
| 2009  | Ironman 70.3 Singapour                       | Singapour   | Médaille d'or      | 3 h 47 min 24 s |
| 2009  | Ironman 70.3 Hawaï                           | États-Unis  | Médaille d'or      | 4 h 2 min 52 s  |
| 2008  | Ironman - Championnat du monde à Kailua-Kona | États-Unis  | Médaille d'or      | 8 h 17 min 45 s |
| 2007  | Ironman - Championnat du monde à Kailua-Kona | États-Unis  | Médaille d'argent  | 8 h 19 min 4 s  |
| 2007  | Ironman Australie                            | Australie   | Médaille de bronze | 8 h 38 min 50 s |
| 2007  | Ironman 70.3 Floride                         | États-Unis  | Médaille d'or      | 3 h 50 min 27 s |
| 2006  | Championnat du monde Ironman 70.3            | États-Unis  | Médaille d'or      | 3 h 45 min 37 s |

## Record championnat du monde Ironman
| Réalisation du record | Chute du record | Nbr d'années invaincu | Temps natation | Transition no 1 | Temps cyclisme | Transition no 2 | Temps marathon | Record         |
| --------------------- | --------------- | --------------------- | -------------- | --------------- | -------------- | --------------- | -------------- | -------------- |
| Le 8 octobre 2011     | 14 octobre 2017 | 5                     | 51 min 56 s    | 1 min 56 s      | 4 h 24 min 5 s | 1 min 58 s      | 2 h 44 min 3 s | 8 h 3 min 56 s |